# Bunuri mobile din domeniul științele naturii clasate în patrimoniul cultural național al României aflate în județul Buzău
Acestă listă conține bunurile mobile din domeniul științele naturii clasate în Patrimoniul cultural național al României aflate la momentul clasării în județul Buzău.

## Tezaur
| Foto | Informații generale | Detalii tehnice                                                                                | Descriere | Deținător                    | Legături |
| ---- | ------------------- | ---------------------------------------------------------------------------------------------- | --- | ---------------------------- | -------- |
|      | Ambra, bernstein    | Descoperit: jud. Buzău, com. Colți, Colți Dimensiuni: L: 27 cm; LA: 23 cm; Î: 10 cm; G: 3500 g | Eșantionul reprezintă un agregat de dimensiuni mari de rășini fosile. Are în general aceleași proprietăți cu succinitul, predomină însă culorile închise: galben-roșu, brun, până la negru. Prezintă striații caracteristice. Uneori are irizații fluorescente. După mărimea și numărul bulelor intră în categoriile "bastard" și mai puțin "unsuros" adică cu bulele dispuse în zone. Duritate 2,5-3; greutate specifică 1,03-1,2; birefringent. Eșantion rar datorită mărimii și specificității compoziționale. | Muzeul Județean Buzău, Buzău | Cimec    |